# Könnyűlovasság

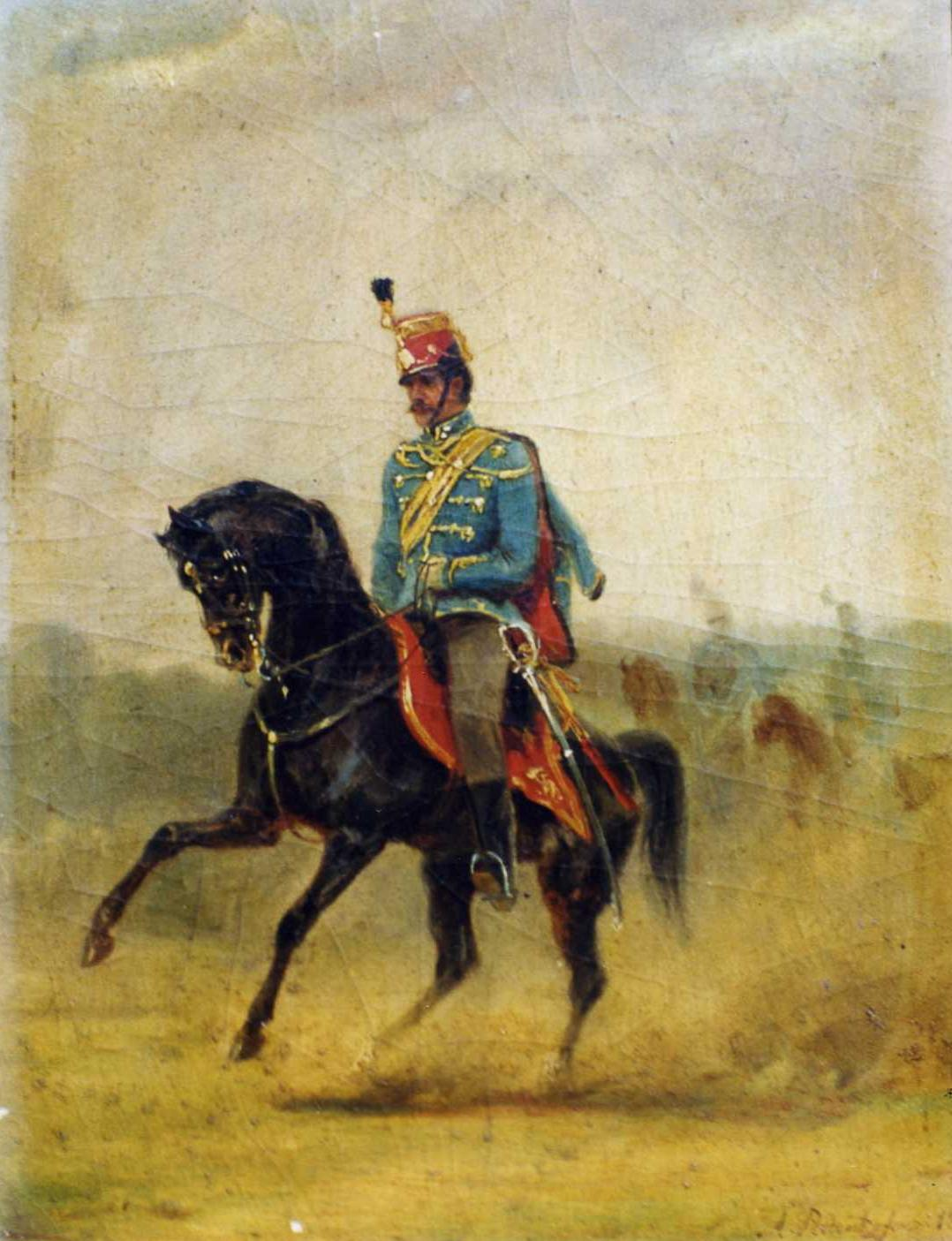
Magyar huszár a 19. században. August von Pettenkofen műve, 1857.

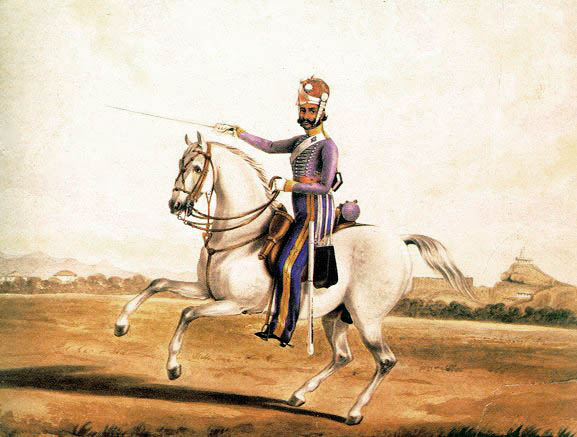
A 6. madraszi könnyűlovasság egyik szovárja 1845. körül.

A könnyűlovasság kevés fegyverrel és védőfelszereléssel ellátott, lovakon közlekedő katonákból állt össze. Létezik mellette az úgynevezett nehézlovasság. Ebben az esetben a lovasok – és gyakran a lovak is – nehéz védő felszerelésekben vannak. A könnyűlovasság feladata elsősorban a felderítés, a védelmezés, a támadás és mindenekelőtt a kommunikáció volt. Leggyakrabban dárdával, karddal, íjjal, később pisztollyal voltak felfegyverezve.
Az ókorban a görögök és rómaiak csak ritkán használtak könnyűlovasságot (bár az auxiliák katonái gyakran lóra ültek). Gyakrabban találunk könnyűlovasságra utaló jeleket Közép- és Délnyugat-Ázsia hordáinál, a perzsáknál, a párthaiaknál az araboknál, a hunoknál, a türköknél, a mongoloknál és a magyaroknál. Mindegyiküknél megfigyelhető volt a lovasíjászat.
Az európai feudalizmus és a lovagi kor után a kontinens más területein is egyre nagyobb becsben tartották a könnyűlovasságot. Többjüket lőfegyverrel is felszerelték. Ez váltotta fel a korábban használt íjakat. Ismert könnyűlovas katonai csoportok voltak a stratioti, a huszárok, a kozákok, a chevau-légers és több dragonyosok.

## A történelemben
Az ókori római–germán háborúkban a könnyűlovasságot elsősorban védelmező vagy felderítő osztagként használták. A kisebb területű, regionális háborúknál gyakran ezek voltak az első sorban.
A pun háborúk idejében az volt Karthágó egyik legnagyobb előnye, hogy gyakran és nagy mértékben használták a numídiai könnyűlovasságot. Részben ennek köszönhető, hogy a római Scipio Africanus a mai Tunézia területére vezetett második pun háború idejére saját lovas hadsereget toborzott.

### A középkorban
Többféle könnyűlovassággal is találkozhatunk a középkori Európa hadseregeiben.
- Hobelar: A XIV. és XV. század angol, skót és ír hadseregeiben, ír eredetű lovas hadsereg.
- Jinete: Spanyol könnyű lovas hadsereg, elsősorban a Reconquista idején volt népszerű.
- Stradiot: Albán eredetű, Itáliában a XV. században használt zsoldos csapat.
- Turkopol: Könnyűlovas íjász csapat, amelyet a keresztes háborúk idején használtak előszeretettel a Közel-Keleten, de a balti hadjáratok alatt a Német Lovagrend is alkalmazta.

## Lásd még
- lovag
- lovasíjászat
- huszár

## Fordítás
- Ez a szócikk részben vagy egészben  a   Light cavalry című angol Wikipédia-szócikk fordításán alapul.  Az eredeti cikk szerkesztőit annak laptörténete sorolja fel. Ez a jelzés csupán a megfogalmazás eredetét és a szerzői jogokat jelzi, nem szolgál a cikkben szereplő információk forrásmegjelöléseként.